# Tereszpol Wąskotorowy
Tereszpol – dawna stacja kolejki wąskotorowej we wsi Tereszpol-Zaorenda, w gminie Tereszpol, w powiecie biłgorajskim, w województwie lubelskim.
Był to jeden z punktów na trasie linii wąskotorowej, która w latach 1914–1915 i 1916–1971 łączyła Biłgoraj ze Zwierzyńcem.
W latach 70. XX w. wybudowano nowe linie kolejowe nr 65 i 66; w efekcie tej inwestycji opisana tu kolej wąskotorowa została zlikwidowana. Rolę opisywanej stacji przejął nowy przystanek kolei normalnotorowej, noszący nazwę Tereszpol Biłgorajski.